# Mk 24 Tigerfish
L'Mk 24 Tigerfish è stato il primo siluro bivalente Regno Unito. Un'arma all'epoca innovativa ma anche gravata da numerosi problemi fu in servizio con la Royal Navy dai primi anni settanta del XX secolo. Inizialmente essa non aveva un'affidabilità sufficiente e nel Mod 0, nemmeno la capacità di operare in funzione antinave. Poi i problemi sono stati corretti con la successiva versione Mod 2, è l’arma fu anche esportata in Brasile, Cile, Colombia, Indonesia, Turchia e Venezuela.

## Storia
Il concetto per un nuovo tipo di siluro propulso da un motore a combustione interna, e che usava ossigeno ad alta pressione come ossidante, fu avviato verso la metà degli anni cinquanta del XX secolo. La nuova arma doveva raggiungere la velocità massima di 55 nodi, ed essere filoguidata nella parte iniziale del lancio tramite un nuovo sistema sviluppato dalla Mackle a partire dal 1952, mentre per la guida nella parte finale della traiettoria si avvaleva di un proprio sonar attivo/passivo sviluppato inizialmente per la modernizzazione del precedente siluro Mk VIII.
Lo sviluppo della nuova arma fu avviato ufficialmente nel 1959, ed inizialmente divenne noto con il nome in codice di "ONGAR". La tecnologia richiesta era troppo avanzata per l'epoca, e il progetto di immettere in servizio la nuova arma nel corso del 1969 si rivelò ottimistico, e lo sviluppo fu ulteriormente rallentato dalla chiusura del Torpedo Experimental Establishment di Greenock, in Scozia, avvenuta nel corso del 1959 e il trasferimento del personale ivi impiegato a Portland, nel Dorset.
Nel 1970 ci si rese conto che i problemi insorti non potevano essere risolti nell'ambito della Royal Navy, e pertanto nel 1972 fu incaricata dello sviluppo del nuovo siluro la ditta Marconi Underwater Systems Ltd, con un ritardo iniziale di cinque anni sul previsto.
La prima versione, denominata Mk 24 Tigerfish Mod 0, entrò in servizio sui sommergibili d’attacco a propulsione nucleare a partire dal 1974, con grosse limitazioni operative. Il sistema di propulsione era stato modificato con l’adozione di un motore elettrico dotato come fonte di alimentazione di due batterie allo zinco/argento. Ciò riduceva la velocità massima prevista dell'arma da 55 a 24 nodi, e garantiva un breve spunto per l’attacco finale a 35 nodi. La versione Mod 0 non possedeva caratteristiche antinave, ma poteva essere utilizzata solo contro bersagli in immersione, e la profondità massima operativa era di 1.000 piedi (305 m).  Tale profondità operativa fu superata dai rapidi progressi delle prestazioni degli SSN della marina sovietica, le cui unità appartenenti alla classe Alfa era accreditate di una profondità massima operativa variabile da 400 a 1.000 m, e il requisito fu progressivamente aumentato dapprima a 488 m (1.600 ft) e portato successivamente a 610 m (2.000 piedi).

## Tecnica
Il siluro Marconi Mk 24 Tigerfish Mod 2 è un siluro pesante antinave/antisommergibile a propulsione elettrica, con zero emissione di bolle d'aria durante la corsa. Il motore elettrico a ciclo chiuso Otto è alimentato da due batterie allo zinco/argento, e garantisce una velocità massima di 35 nodi. 
Nella parte iniziale della corsa il siluro viene guidato tramite un filo che si srotola sia dall’arma che dal sommergibile, e utilizzando i dati provenienti dai sonar del vettore. L’ordigno viene stabilizzato nella sua corsa tramite due piccole alette antirollio poste nella parte centrale, e controllato fino a quando non subentrano le due apparecchiature (ecogoniometro tridimensionale attivo/passivo e calcolatore di tiro) per la fase finale dell’attacco al bersaglio.
La corsa utile è di circa 24 km a 23 nodi e 12 a 35, grazie ad una doppia velocità, bassa per la ricerca (aumento di autonomia e di portata dei sensori) e alta per l'attacco.
La testata bellica a doppia azione (impatto/prossimità) è composta da 134 kg di esplosivo PBXN 105 prodotto dalla BAe Royal Ordnance Division.

## Impiego operativo
Nel settembre 1977 il sommergibile a propulsione convenzionale Ocelot eseguì una serie di lanci sperimentali presso il fiordo di Hardanger in Norvegia, cui seguì nell’estate dell’anno successivo una serie di lanci sperimentali effettuati dal sommergibile a propulsione nucleare Conqueror avente come bersaglio quello a propulsione diesel Porpoise, che diedero discreti risultati.
La certificazione operativa del siluro Tigerfish Mk 24 Mod 0 fu accordata solo nel 1979, dopo un lungo periodo valutazione e prove sperimentali presso il Submarine Tactics and Weapons Group (STWG), e quando già era disponibile la versione prodotta dalla Marconi, la Mk 24 Tigerfish Mod 1, divenuta operativa a partire dalla metà del 1978. Tutti i Tigerfish Mod 0 vennero modificati in Mk 24 Tigerfish Mod 1 entro il 1981. Durante la guerra delle Falkland i siluri Tigerfish Mk 24 Mod 1 risultavano in dotazione ai sottomarini britannici operanti nell’area dei combattimenti. Quando il sommergibile Conqueror intercettò l’incrociatore leggero argentino  General Belgrano, preferì lanciare i vecchi, ma potenti, siluri Mk VIII che determinarono l'affondamento dell’unità. Almeno 3 Tigerfish vennero lanciati contro sospetti sommergibili argentini, senza successo
Nei primi anni ottanta la Marconi avviò lo sviluppo di una nuova versione, designata Mk 24 Tigerfish Mod 2, che incorporava tutte le modifiche già apportate ai precedenti modelli e garantiva un’affidabilità operativa dell’80%.  Nel 1987 tutti i 600 siluri Tigerfish disponibili erano stati modificati secondo lo standard Mod 2. Tale versione risultava più veloce, ed era in grado di essere utilizzato sotto la banchisa polare. La Royal Navy ha ritirato dal servizio attivo l'ultimo dei suoi siluri Tigerfish nel febbraio 2004.

## Versioni
- Mark 24 Tigerfish Mod 0: prima versione per il solo uso antisommergibile, con profondità massima raggiungibile di 305 m.
- Mark 24 Tigerfish Mod 1: prima versione con capacità sia antisommergibile che antinave, nota anche come Mark 24 DP, e profondità massima raggiungibile di 442 m.
- Mark 24 Tigerfish Mod 1-N: versione con capacità sia antisommergibile che antinave, profondità massima raggiungibile di 442 m, carica bellica nucleare e probabilità di centrare il bersaglio aumentata al 90%. Rimasta allo stadio di progetto.[12]
- Mark 24 Tigerfish Mod 2: versione migliorata con capacità sia antisommergibile che antinave, profondità massima raggiungibile di 442 m.[13]
- Mark 24 Tigerfish Mod 2*: versione definitiva realizzata per conversione dei modelli precedenti, con capacità sia antisommergibile che antinave, profondità massima raggiungibile di 610 m.
- Mark 24 Tigerfish Mod 3: progetto di una nuova versione, i cui dati sono poi confluiti nel nuovo siluro pesante Spearfish.

## Utilizzatori

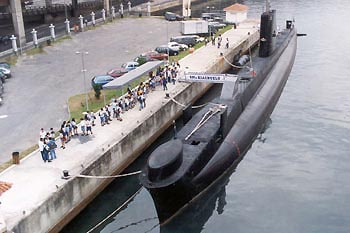
Il sommergibile S-22 Riachuelo trasformato in nave museo ed esposto presso l'Espaço Cultural da Marinha di Rio de Janeiro.

- Brasile: la Marinha do Brasil ha acquistato 48 esemplari di Tigerfish Mod 1 con cui armare i tre sommergibili classe Oberon e, a partire dal 1991, i quattro classe Tupi.
- Cile: nel marzo 1990 la ditta cilena Cardoen acquistò la licenza di produzione per il siluro pesante Tigerfish, e nel 1991 la Armada de Chile ordinò 120 esemplari con cui equipaggiare i propri sommergibili della classe O’Brien e classe Capitán Simpson.
- Colombia: la Armada de la República de Colombia ha acquistato siluri Tigerfish con cui armare i sommergibili classe Pijao.
- Regno Unito: la Royal Navy ha armato con i siluri Tigerfish i sommergibili nucleari classe Valiant, Churchill e Swiftsure, e quelli a propulsione convenzionale classe Oberon e Upholder.
- Indonesia: la Tentara Nasional Indonesia Angkatan Laut ha acquistato 120 siluri Tigerfish con cui armare i sommergibili classe Chakra.
- Turchia: nel 1991 la Türk Deniz Kuvvetleri ordinò 40 esemplari del siluro Tigerfish destinati all’imbarco sui primi due sommergibili classe Preverze (U-209T-1/1400).[N 2] Nel maggio 1995 furono acquistati altri 20 esemplari provenienti dai depositi della Royal Navy, e un ulteriore ordine per 120 esemplari e l’acquisto della licenza di produzione non furono mai formalizzati.
- Venezuela: la Armada Nacional de Venezuela ha acquistato 40 siluri Tigerfish con cui armare i sommergibili classe Sábalo.

### Annotazioni
1. ↑  Oltretutto, in zona d’operazione risultavano presenti molti cetacei che fornivano falsi echi ai sonar.
2. ↑  le armi furono assemblate in Gran Bretagna con l’utilizzo di componentistica prodotta in Turchia.

### Fonti
1. 1 2  Conley, Woodman 2014, p. 139.
2. 1 2 3 4 5 6 7 8 9  Drago, Boroli 1992-94, p. 13.
3. ↑  Public Record Office, London (PRO) ADM 1/24164.
4. ↑  Public Record Office, London (PRO) ADM 285/3.
5. ↑  Public Record Office, London (PRO) ADM 290/289.
6. ↑  Public Record Office, London (PRO) ADM 290.
7. ↑  Public Record Office, London (PRO) ADM 1/27582, GROG wire-guided torpedo, 1953-59.
8. ↑  Conley, Woodman 2014, p. 137.
9. ↑  Conley, Woodman 2014, p. 142.
10. ↑  Conley, Woodman 2014, p. 143.
11. ↑  Conley, Woodman 2014, p. 135.
12. ↑  Public Record Office, London (PRO) DEFE 24/389 E90.
13. ↑  Public Record Office, London (PRO) DEFE 24/389.